# Coupe d'Europe du 10 000 mètres 2018
Navigation
Édition précédente Édition suivante
La Coupe d'Europe du 10 000 mètres 2018 (anglais : 2018 European 10,000m Cup) se déroule le 19 mai 2018 à Londres, au Royaume-Uni.
La compétition se déroule dans le Parliament Hill Athletics Track, une piste de classe A, située Parliament Hill, Highgate Road, Londres, NW5 1QR.

## Médaillés
| Épreuve     | Or                                                 | Argent                             | Bronze                                  |
| ----------- | -------------------------------------------------- | ---------------------------------- | --------------------------------------- |
| Individuel  |                                                    |                                    |                                         |
| Hommes      | Richard Ringer 27 min 36 s 52 (PB)                 | Morhad Amdouni 27 min 36 s 80 (PB) | Yemaneberhan Crippa 27 min 44 s 21 (PB) |
| Femmes      | Lonah Chemtai Salpeter 31 min 33 s 03 (WL, NR, PB) | Ancuţa Bobocel 31 min 43 s 12 (PB) | Charlotte Arter 32 min 15 s 71 (PB)     |
| Par équipes |                                                    |                                    |                                         |
| Hommes      | Espagne 1 h 24 min 40 s 66                         | Royaume-Uni 1 h 25 min 03 s 32     | France 1 h 25 min 13 s 68               |
| Femmes      | Royaume-Uni 1 h 37 min 28 s 89                     | Roumanie 1 h 37 min 35 s 06        | Allemagne 1 h 38 min 26 s 05            |

## Résultats

### Hommes
| Rang               | Série | Athlète                 | Pays | Temps    | Note   |
| ------------------ | ----- | ----------------------- | ---- | -------- | ------ |
| Médaille d'or      | A     | Richard Ringer          | GER  | 27:36.52 | PB     |
| Médaille d'argent  | A     | Morhad Amdouni          | FRA  | 27:36.80 | PB     |
| Médaille de bronze | A     | Yemaneberhan Crippa     | ITA  | 27:44.21 | PB     |
| 4                  | A     | Adel Mechaal            | ESP  | 27:50.56 | PB     |
| 5                  | A     | Alexander Yee           | GBR  | 27:51.94 | PB     |
| 6                  | A     | Andy Vernon             | GBR  | 27:52.32 | SB     |
| 7                  | A     | Chris Thompson          | GBR  | 27:52.56 | SB     |
| 8                  | A     | Florian Carvalho        | FRA  | 28:06.78 | PB     |
| 9                  | A     | Girmaw Amare            | ISR  | 28:15.41 | SB     |
| 10                 | A     | Antonio Abadía          | ESP  | 28:20.45 |        |
| 11                 | A     | Nicolae Alexandru Soare | ROU  | 28:25.38 | PB     |
| 12                 | A     | Fernando Carro          | ESP  | 28:29.65 |        |
| 13                 | B     | Lorenzo Dini            | ITA  | 28:30.01 | PB     |
| 14                 | A     | Ben Connor              | GBR  | 28:31.59 |        |
| 15                 | A     | Napoleon Solomon        | SWE  | 28:33.33 | PB     |
| 16                 | B     | Andreas Vojta           | AUT  | 28:33.99 | PB     |
| 17                 | B     | Vasyl Koval             | UKR  | 28:35.44 | PB     |
| 18                 | A     | Juan Pérez              | ESP  | 28:35.59 | PB     |
| 19                 | B     | Kieran Clements         | GBR  | 28:37.12 | PB     |
| 20                 | B     | Félix Bour              | FRA  | 28:37.61 | PB     |
| 21                 | B     | Dmytro Siruk            | UKR  | 28:38.07 | PB     |
| 22                 | A     | Mohamud Aadan           | GBR  | 28:39.79 | PB     |
| 23                 | A     | Yago Rojo               | ESP  | 28:46.37 | PB     |
| 24                 | A     | Ellis Cross             | GBR  | 28:47.51 | PB     |
| 25                 | A     | Arttu Vattulainen       | FIN  | 28:48.43 | PB     |
| 26                 | B     | Richard Allen           | GBR  | 28:54.95 | PB     |
| 27                 | A     | Tiidrek Nurme           | EST  | 29:05.49 | SB     |
| 28                 | A     | Mykola Nyzhnyk          | UKR  | 29:09.55 | PB     |
| 29                 | B     | Jakub Zemaník           | CZE  | 29:10.43 | PB     |
| 30                 | A     | Matthew Leach           | GBR  | 29:11.35 | SB     |
| 31                 | B     | Steven Casteele         | BEL  | 29:12.01 | PB     |
| 32                 | A     | Tadesse Getahon         | ISR  | 29:12.17 |        |
| 33                 | A     | Graham Rush             | GBR  | 29:13.28 | SB     |
| 34                 | B     | Daniel Studley          | GBR  | 29:15.41 | PB     |
| 35                 | A     | Ollie Lockley           | GBR  | 29:15.45 | PB     |
| 36                 | A     | Mohamed Jelloul         | ESP  | 29:16.27 |        |
| 37                 | A     | Luke Caldwell           | GBR  | 29:18.17 | SB     |
| 38                 | A     | Luke Traynor            | GBR  | 29:20.32 | SB     |
| 39                 | B     | Stephan Listabarth      | AUT  | 29:22.62 | PB     |
| 40                 | A     | Tomasz Grycko           | POL  | 29:24.84 |        |
| 41                 | B     | Serhiy Shevchenko       | UKR  | 29:27.11 | PB     |
| 42                 | B     | Abderrazak Charik       | FRA  | 29:27.60 | PB     |
| 43                 | B     | Jarkko Järvenpää        | FIN  | 29:29.30 | SB     |
| 44                 | B     | Mohamed Serghini        | FRA  | 29:30.10 |        |
| 45                 | B     | Joeri Wolf              | NED  | 29:34.16 | PB     |
| 46                 | B     | Ivan Strebkov           | UKR  | 29:34.97 | SB     |
| 47                 | B     | Yann Schrub             | FRA  | 29:35.23 |        |
| 48                 | B     | Mick Clohisey           | IRL  | 29:36.42 | SB     |
| 49                 | B     | Dominic Shaw            | GBR  | 29:39.04 | PB     |
| 50                 | B     | Sullivan Brunet         | SUI  | 29:39.65 | PB     |
| 51                 | A     | Jean-Pierre Weerts      | BEL  | 29:44.14 | SB     |
| 52                 | B     | Hugh Armstrong          | IRL  | 29:49.51 |        |
| 53                 | B     | António Silva           | POR  | 29:51.07 | SB     |
| 54                 | B     | Logan Rees              | GBR  | 29:55.26 | PB     |
| 55                 | A     | Haimro Alame            | ISR  | 29:59.15 |        |
| 56                 | B     | Yeóryios-Mihaíl Tássis  | GRE  | 30:00.64 | PB     |
| 57                 | B     | Christian Kreienbühl    | SUI  | 30:08.29 | SB     |
| 58                 | B     | Patrik Wägeli           | SUI  | 30:13.94 | PB     |
| 59                 | B     | Sergiu Ciobanu          | IRL  | 30:15.95 | SB     |
| 60                 | B     | Stoian Vladkov          | BUL  | 30:42.34 | PB     |
| 61                 | A     | Sam Stabler             | GBR  | 31:16.81 | SB     |
| -                  | A     | Lachlan Oates           | GBR  | DNF      |        |
| -                  | B     | Alberto Sánchez         | ESP  | DNF      |        |
| -                  | B     | Daniel Studley          | GBR  | DNF      |        |
| -                  | B     | Ricardo Dias            | POR  | DNF      |        |
| -                  | B     | Yosi Goasdoué           | FRA  | DNF      |        |
| -                  | B     | Robin Ryynänen          | FIN  | DNF      |        |
| -                  | B     | Gabriel Steffensen      | SWE  | DNF      |        |
| -                  | B     | Olle Walleräng          | SWE  | DNF      |        |
| -                  | A     | Cornelius Kangogo       | KEN  | DNF      | Lièvre |
| -                  | A     | David Bett              | KEN  | DNF      | Lièvre |
| -                  | B     | Malcolm Hicks           | NZL  | DNF      | Lièvre |
| -                  | B     | Abel Tsegay             | ERI  | DNF      | Lièvre |